# Euscorpius studentium
Espèce
Euscorpius studentium est une espèce de scorpions de la famille des Euscorpiidae.

## Distribution
Cette espèce est endémique du Monténégro. Elle se rencontre à Čanj dans la grotte Spila Skožnica.

## Description
Le mâle subadulte holotype mesure 26 mm.
Le mâle décrit par Blasco-Aróstegui et Prendini en 2024 mesure 41,9 mm et la femelle 40,28 mm.

## Systématique et taxinomie
Cette espèce a été décrite par Karaman en 2020.

## Publication originale
- Karaman, 2020 : « A new Euscorpius species (Scorpiones: Euscorpiidae) from a Dinaric cave - the first record of troglobite scorpion in European fauna. » Biologia Serbica, no 42, p. 1-18 (texte intégral).